# سیارک ۶۷۴۵
سیارک ۶۷۴۵ (به انگلیسی: 6745 Nishiyama، نامگذاری:1994JD1) شش هزار و هفتصد و چهل و پنجمین سیارک کشف شده‌است که در ۷ مه ۱۹۹۴ کشف شد.
قدر مطلق سیارک برابر ۱۴٫۵۰ است.